# Saint-Servais (Finistère)
Saint-Servais település Franciaországban, Finistère megyében. Lakosainak száma 789 fő (2022. január 1.). Saint-Servais Bodilis, Plougar, Plounéventer, La Roche-Maurice és Saint-Derrien községekkel határos.

## Népesség
A település népessége az elmúlt években az alábbi módon változott:
| Lakosok száma | 470  | 568  | 505  | 637  | 835  | 799  | 782  | 777  | 786  | 789  |
|               | 1968 | 1982 | 1990 | 2006 | 2013 | 2015 | 2017 | 2019 | 2020 | 2022 |